# 乙麻目清真寺
乙麻目清真寺，位于中国青海省循化县积石镇乙麻目村，为青海省市县级文物保护单位，公布日期为1995年10月30日，类型为古建筑。
乙麻目清真寺的历史年代为清。